# Ленка Шмідова
Ленка Шмідова (* 26 березня 1975) — чеська яхтсменка. Срібний призер Літніх Олімпійських ігор 2004 в Афінах в класі «Європа».